# Jabreilles-les-Bordes
Jabreilles-les-Bordes, auf Okzitanisch Jabrelhas las Bòrdas, ist eine Gemeinde in Frankreich. Sie gehört zur Region Nouvelle-Aquitaine, zum Département Haute-Vienne, zum Arrondissement Limoges und zum Kanton Ambazac. Die Bewohner nennen sich Jabreillauds oder Jabreillaudes. Die Nachbargemeinden sind Saint-Sulpice-Laurière im Nordwesten, Laurière im Norden, Saint-Goussaud im Osten, Les Billanges im Süden, La Jonchère-Saint-Maurice im Südwesten und Saint-Léger-la-Montagne im Westen. Eine örtliche Erhebung auf 575 Metern über Meereshöhe heißt Puy de Jabreilles.

## Bevölkerungsentwicklung
| Jahr      | 1962 | 1968 | 1975 | 1982 | 1990 | 1999 | 2008 | 2013 |
| --------- | ---- | ---- | ---- | ---- | ---- | ---- | ---- | ---- |
| Einwohner | 357  | 273  | 250  | 211  | 203  | 229  | 268  | 258  |

## Sehenswürdigkeiten
- Camp de César, Monument historique
- Kirche Saint-Martial, Monument historique
- Oppidum du Châtelard

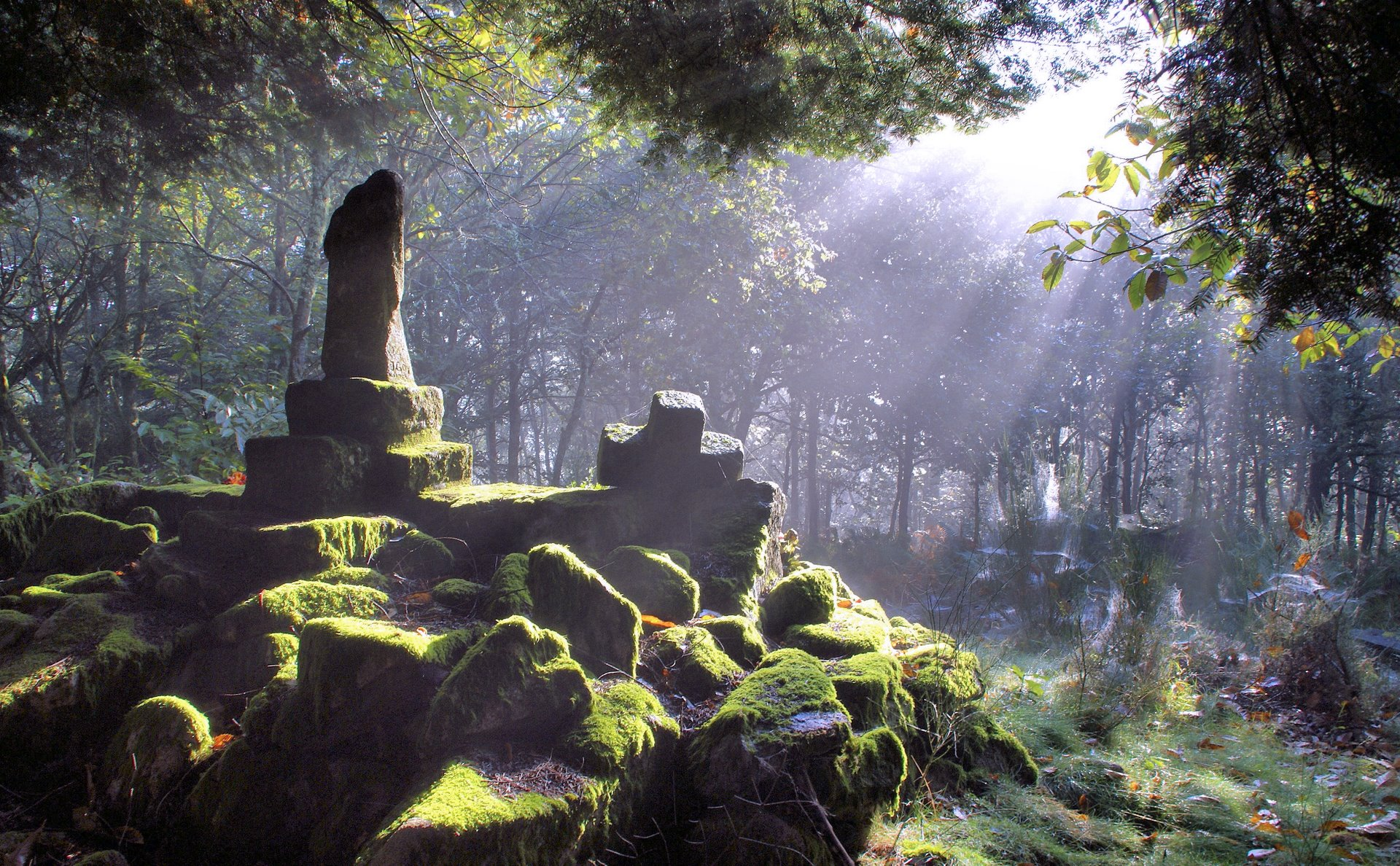
Puy de Jabreilles
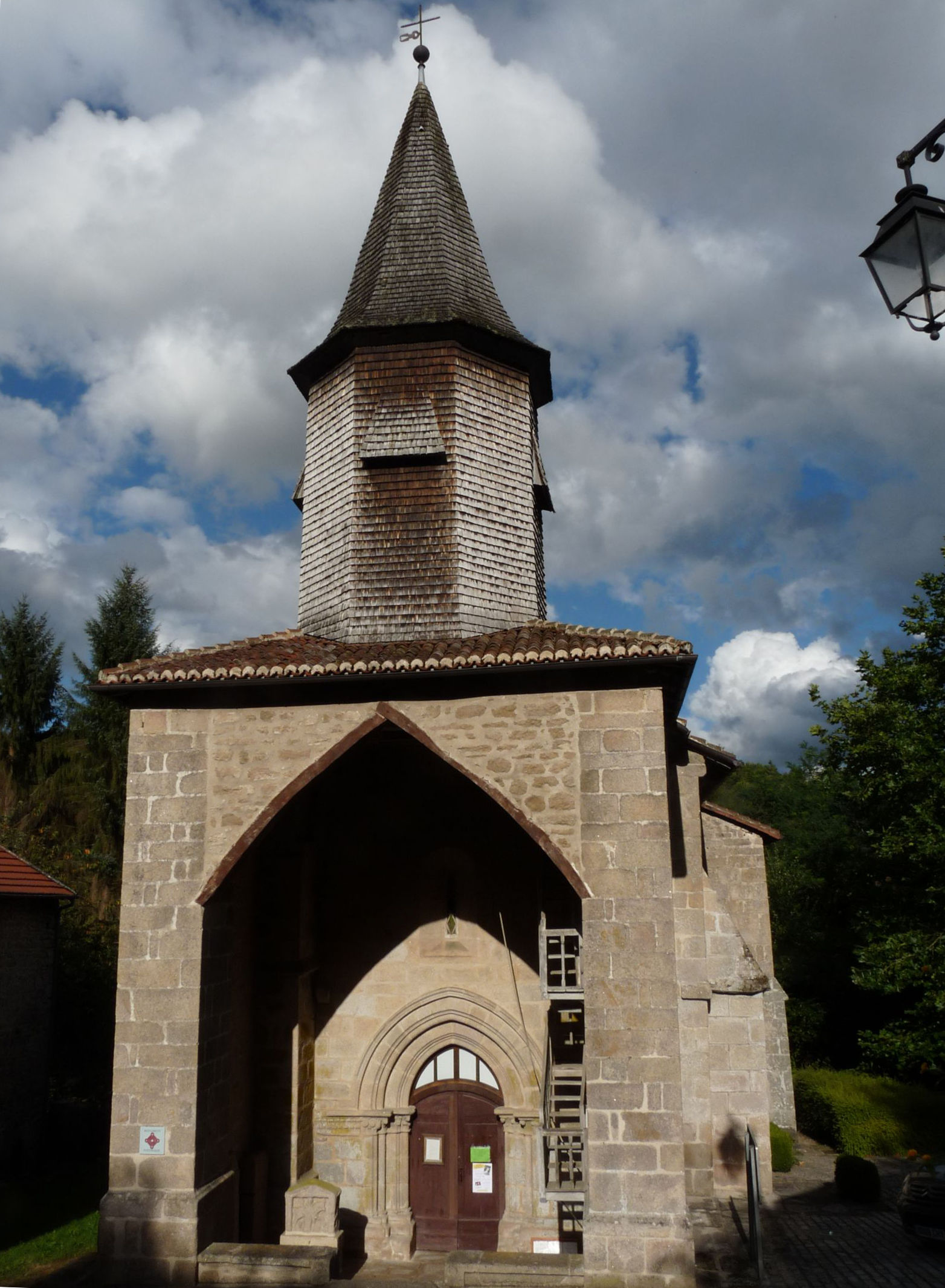
Kirche Saint-Martial